# Baigneaux (Eure-et-Loir)
Baigneaux is een gemeente in het Franse departement Eure-et-Loir (regio Centre-Val de Loire) en telt 196 inwoners (1999). De plaats maakt deel uit van het arrondissement Châteaudun.

## Geografie
De oppervlakte van Baigneaux bedraagt 12,0 km², de bevolkingsdichtheid is 16,3 inwoners per km².
De onderstaande kaart toont de ligging van Baigneaux (Eure-et-Loir) met de belangrijkste infrastructuur en aangrenzende gemeenten.

## Demografie
Onderstaande figuur toont het verloop van het inwonertal (bron: INSEE-tellingen).